# Nothon d'Arles
Nothon ( ? – ap. 844), dit aussi Noto ou Noton, est un archevêque d’Arles (c.820 – ap. 844).

## Biographie

### Sous Louis le Pieux
D’après Jean-Pierre Papon, Nothon est archevêque d’Arles dès 820. Des chartes de fin 824 et début 825 témoignent d’un échange de terres entre l’archevêque et le comte de Provence Leibulf.
L’édit impérial de décembre 828 de Louis le Pieux nous montre qu’il est convoqué pour diriger le concile de Toulouse, un des quatre conciles avec Mayence, Paris et Lyon organisés par le roi. En février 835, il participe au concile de Thionville qui rétablit Louis et condamne Ebbon l’archevêque de Reims. D’après Jean-Pierre Papon Noton aurait été nommé juge, ou selon Jacques Longueval, témoin, lors de la déposition d'Ebbon. Dans cette période agitée, il est probablement un soutien de l'empereur Louis le Pieux.

### Sous Charles le Chauve
En 841, l’archevêché de Reims devenant vacant à la suite d’un nouveau bannissement d’Ebbon, on nomme Fulcon et après la mort de Fulcon, Nothon pour successeur ; mais ni Fulcon, ni l’archevêque d’Arles ne sont consacrés dans la crainte du retour d’Ebbon. Louis Duchesne mentionne qu’en 843 l’archevêque d’Arles signe au concile Germigny le privilège pour Corbion et que Nothon apparaît encore l’année suivante dans un diplôme de Charles le Chauve.

### Sous Lothaire Ier
Nothon vécut peut-être jusqu’au tout début des années 850. Jean-Pierre Papon évoque de façon sibylline l’arrivée des Sarrasins sous son archiépiscopat, à l’époque du duc Fulcrad quand Arles et son territoire furent pillés, c’est-à-dire en 850. De même la GCN indique la proposition de E.P. Ewald du 25 avril 851 pour la date de la mort du prélat, tout en soulignant que cet avis ne paraît appuyé par aucun document.

### Sources
- Jean-Pierre Papon -  Histoire générale de Provence -  Moutard, 1777 -  page 306
- Jacques Longueval  - Histoire de l'église gallicane - 1826 - pages 36 et suivantes
- Joseph Hyacinthe Albanés, Gallia christiana novissima- 1901 - page 79 (n° 195) et suivantes
- Louis Duchesne -  Fastes épiscopaux de l’ancienne Gaule (2e éd.) - 1907 - page 261
- Charles Joseph Hefele, Histoire des conciles d’après les documents originaux - 1911,1915 - pages 57-58 et 118-119